# لندنديري الشرقية (دائرة انتخابية في المملكة المتحدة)
لندنديري الشرقية  (بالإنجليزية: East Londonderry)‏ هي إحدى الدوائر الانتخابية في المملكة المتحدة الممثلة في مجلس العموم في برلمان المملكة المتحدة.
عضو البرلمان الذي يمثلها حالياً هو :Mr Gregory Campbell (DU).